# Gilera
Gilera — італійська компанія-виробник мотоциклів та мопедів, заснована в 1909 році Джузеппе Гілерою у Аркоре, Італія. У 1969 році компанія була викуплена групою Piaggio. Gilera була успішною у шосейно-кільцевих мотоперегонах серії Гран-Прі. Гонщики команди у період 1950-1957 років шість разів вигравали чемпіонат світу у класі 500сс, ще по одному разу здобували перемоги в класах 250сс та 125сс (в 2008 та 2001 роках відповідно).

## Історія

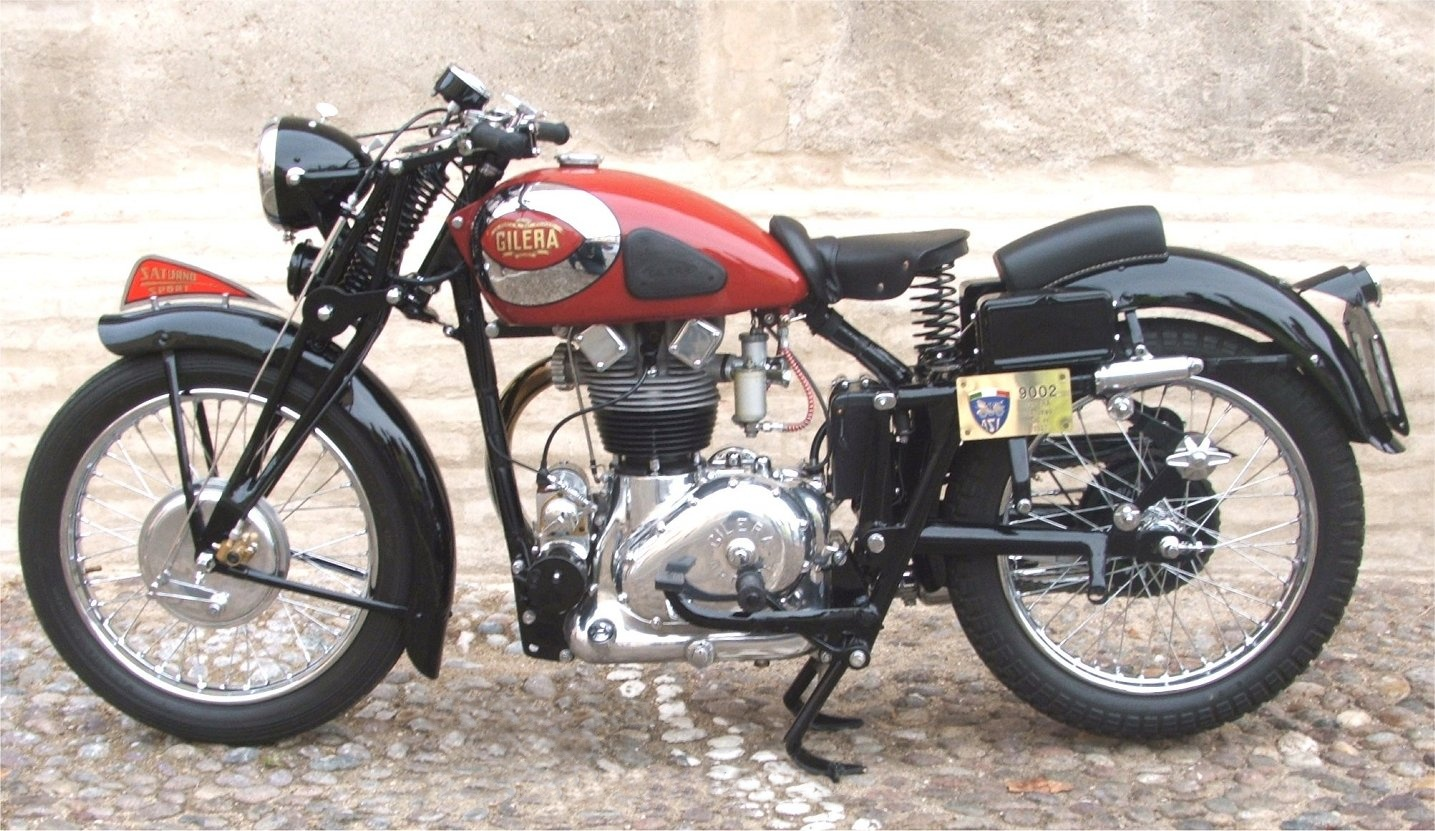
Легендарна модель Saturno, 1950 рік

Одним з найвеличніших двигунів в історії мотогоночного спорту був чотирициліндровий Gilera. Оригінал був зроблений в далекому 1923 році. У 1934 інженери прилаштували до нього нагнітач, що призвело до неймовірного зростання потужності в 86 к.с. при 9000 об/хв. Після війни інженери Gilera продовжили розробку двигуна, відшліфувавши його до ідеалу. З 1950 по 1957 роки спортбайк Gilera 500 виграв 6 чемпіонатів світу, попри жорстку конкуренцію з боку Norton, Moto Guzzi та MV Agusta. Найцікавіше, що потім Gilera, Moto Guzzi і Mondial разом пішли з чемпіонату. Ера чемпіонства італійців на цьому закінчилася.
З середини тридцятих років, Gilera розробила низку чотиритактних двигунів у діапазоні від 100 до 500 см³, найбільш відомим з яких був Saturno 1939 року, оснащений одноциліндровим двигуном. Розроблений Джузеппе Салмаджі (італ. Giuseppe Salmaggi), Saturno був натхненний довоєнним мотоциклом Gilera VTEGS 500cc «Otto Bulloni». Проте засновник компанії Джузеппе Гілера прагнув, щоб його мотоцикл був сучаснішим, легшим та швидшим. До 1940 року було розроблено шість гоночних прототипів, на яких було виграно кілька змагань національного рівня. Під час Другої світової війни виробництво мотоциклів припинилось, а вже з 1946-го Saturno був доступний у загальному продажі. Загалом же у період 1946-1958 років було випущено близько 6000 мотоциклів Saturno.
У 1969 році Gilera стала частиною групи Piaggio.
Piaggio продовжує виробляти малолітражні мотоцикли під брендом Gilera. Знаменитий завод у Аркоре був закритий в 1993 році і в даний час мотоцикли (тільки скутери) Gilera виробляються на потужностях Piaggio в Понтедера.

## Участь у мотоспорті

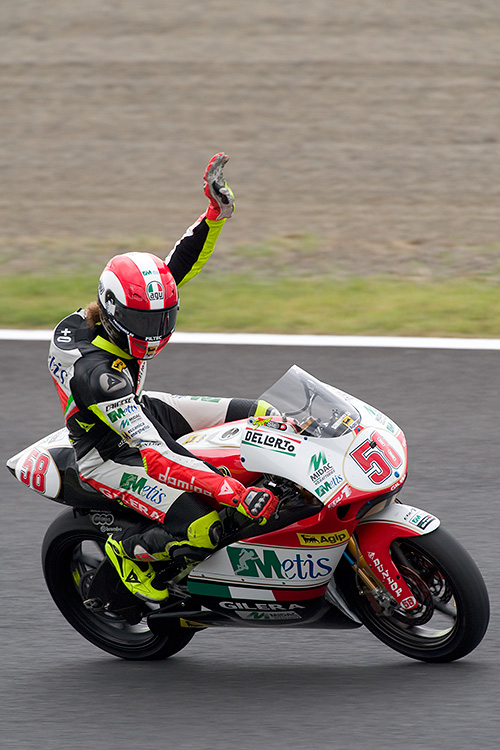
Марко Сімончеллі — чемпіон світу-2008 у класі 250сс в складі команди Gilera

Після Другої світової війни, Gilera домінувала у чемпіонаті світу з шосейно-кільцевих мотоперегонів MotoGP. Гонщики команди у період 1950-1957 років шість разів вигравали змагання в «королівському» класі 500cc. Зіткнувшись зі спадом продажу мотоциклів у зв'язку зі зростанням популярності автомобілів після війни, Gilera уклала джентльменську угоду з іншими італійськими виробниками мотоциклів, щоб разом відмовитися від участі у змаганням серії Гран-Прі після 1957 для зниження витрат.
1992 року Gilera повернулася на чемпіонат світу MotoGP, у 1993-му залишила його.
2001 року відбулася третя поява команди у MotoGP: дебютувавши у класі 125сс гонщик команди Мануель Поджиалі виграв чемпіонат. Після п'яти сезонів у «наймолодшому» класі Gilera у 2006-му взяла участь також у класі 250сс. В сезоні 2008 гонщик команди Марко Сімончеллі став чемпіоном світу. Останнім сезоном команди у чемпіонаті MotoGP став 2009-ий.
| Сезон | Клас  | Титул конструктора | Титул пілота | Переможець       |
| ----- | ----- | ------------------ | ------------ | ---------------- |
| 1950  | 500сс | —                  | +            | Умберто Мазетті  |
| 1952  | 500сс | +                  | +            | Умберто Мазетті  |
| 1953  | 500сс | +                  | +            | Джеф Дюк         |
| 1954  | 500сс | —                  | +            | Джеф Дюк         |
| 1955  | 500сс | +                  | +            | Джеф Дюк         |
| 1957  | 500сс | +                  | +            | Ліберо Лібераті  |
| 2001  | 125сс | —                  | +            | Мануель Поджиалі |
| 2008  | 250сс | —                  | +            | Марко Сімончеллі |

## Моделі мотоциклів
Станом на 27.12.2013р. на українському ринку репрезентовано одну модель компанії:
- Gilera DNA 50 — скутер із найпотужнішим у класі 50-кубовим двигуном. Існує можливість його форсування з отриманням максимальної потужності у 15 к.с.[5]